# Julita y Quirico

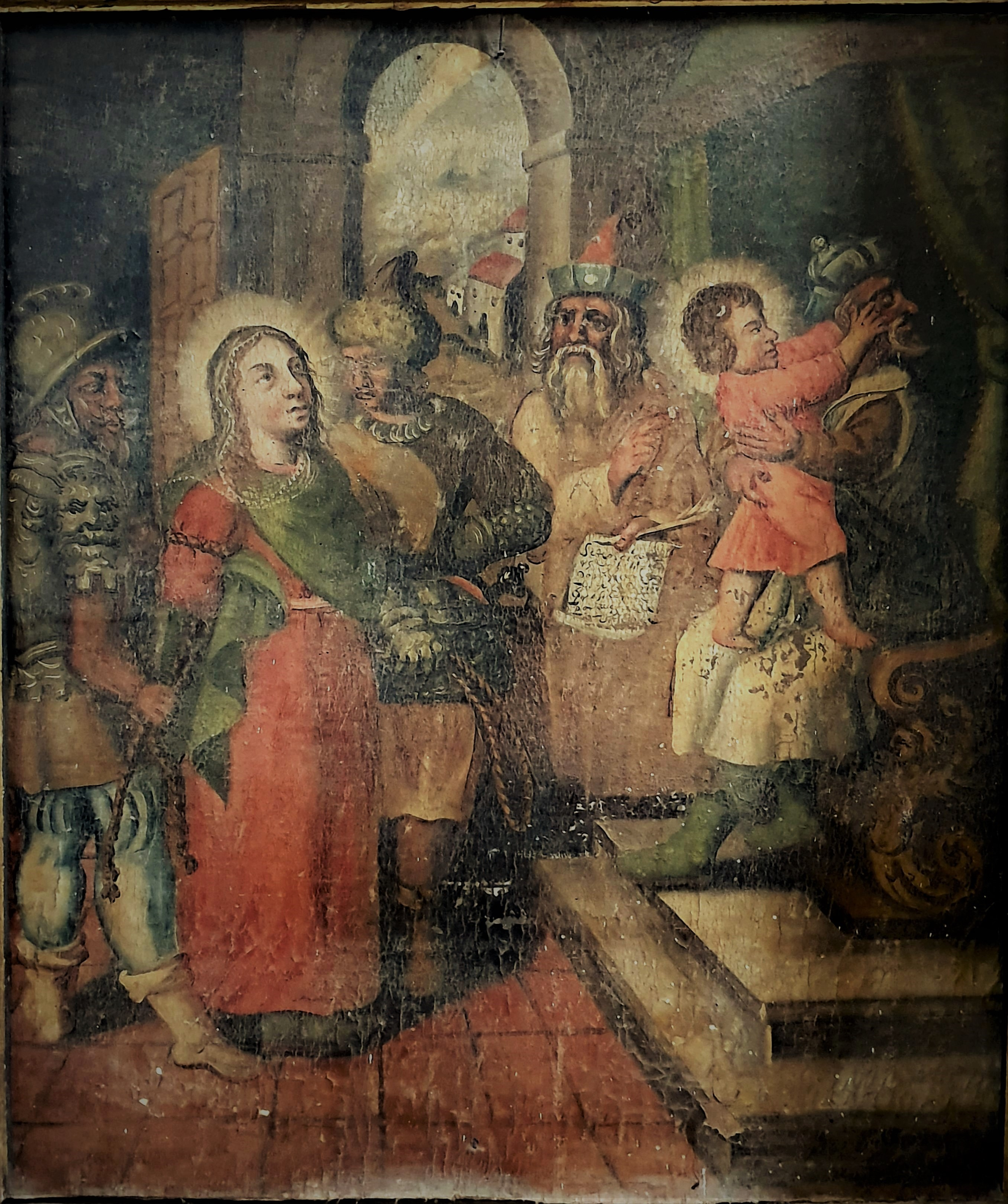
Santa Julita y San Quirico ante el gobernador de Tarso Domiciano. Retablo Mayor de la Iglesia de Nuestra Señora de la Asunción en Villamelendro de Valdavia

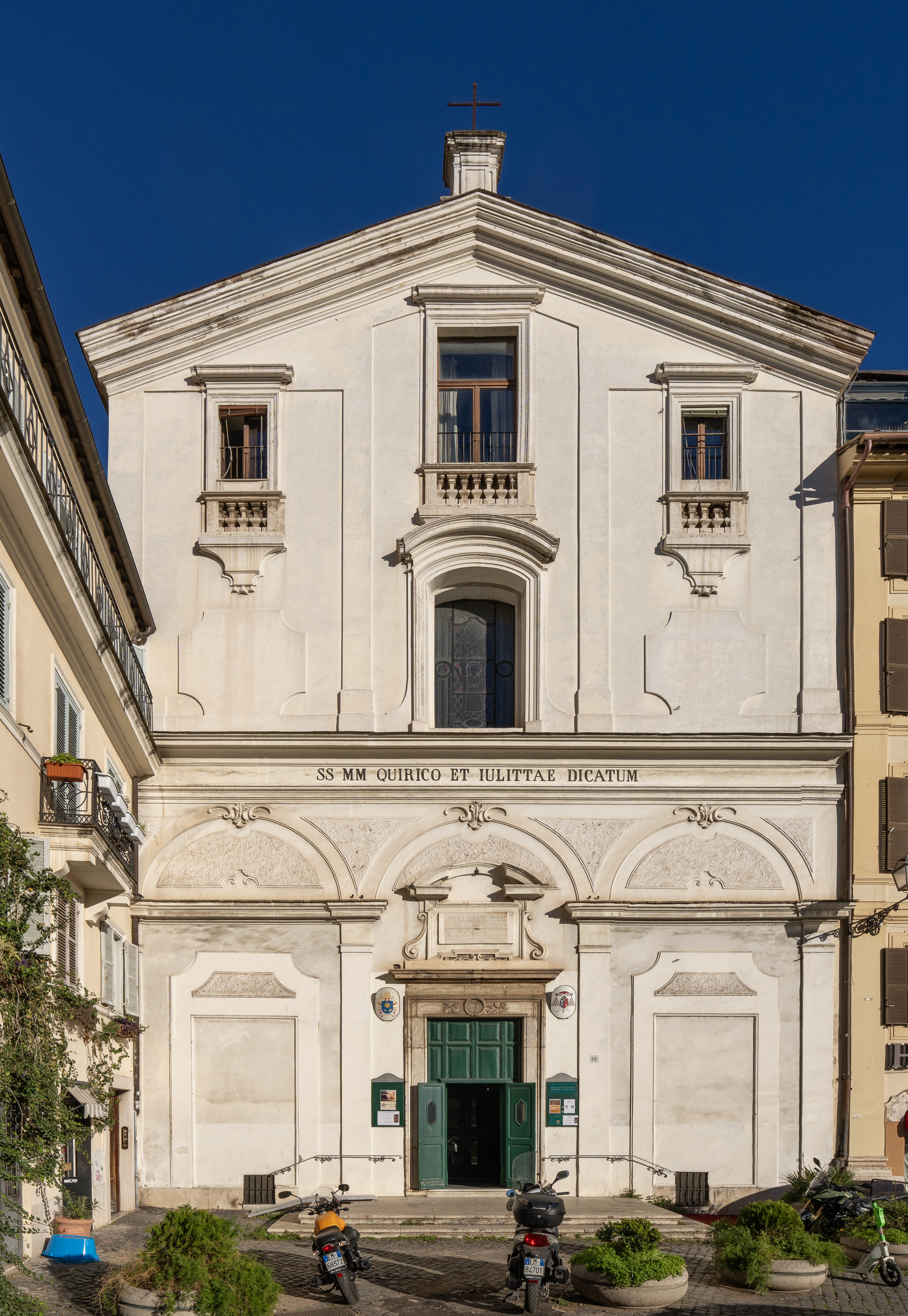
Iglesia de San Quirico y Julita al Monte, en Roma, fue bendecida por el papa Vigilio a mediados del.

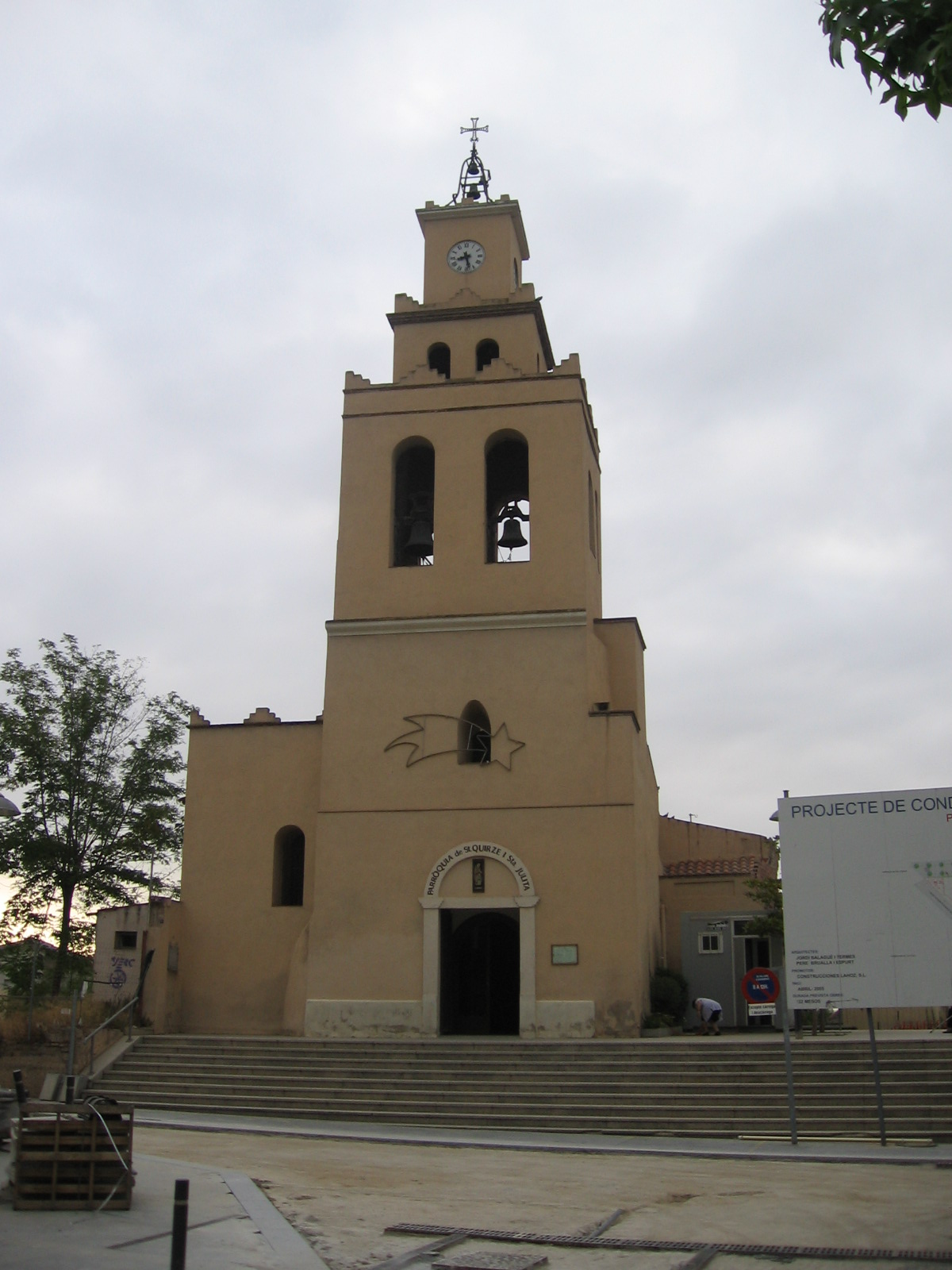
Parroquia de San Quirico y Santa Julita en San Quirico del Vallés (provincia de Barcelona)

Julita o Julieta (en griego Ιουλίττα) y su hijo Quirico (en griego Κήρυκος), también conocido como Quirce, eran cristianos naturales de Licaonia (Asia Menor) que emigraron a Tarso huyendo de la persecución decretada por el emperador Diocleciano. La tradición cristiana relata que en el año 303 fueron detenidos por el gobernador Domiciano, y que el pequeño Quirce murió por declarar su fe, durante el martirio de su madre, asesinado con brutalidad por el propio juez que vigilaba el cumplimiento de la sentencia. Ambos cadáveres fueron arrojados a una fosa común, de donde unos cristianos, según la tradición, los sacaron para darles sepultura.

## Culto
El culto de los santos Quirico y Julita se difundió rápidamente en Oriente, venerándose de especial modo en Antioquía donde se conservaban sus reliquias. En Europa occidental el encargado de difundir su devoción fue el obispo Amador de Auxerre hacia finales del siglo IV e inicios del V, quien se supone trasladó sus reliquias desde Antioquía hasta Marsella, depositándolas en la iglesia de San Víctor.
Durante la Edad Media tuvo su gran difusión por España y por Italia. El papa Vigilio (537-555) erigió una iglesia a nombre de los mártires en Roma a la altura de los foros. Hoy es título cardenalicio.
La Iglesia católica celebra su fiesta el 16 de junio, aunque el rito mozárabe lo hace el 13 del mismo mes. Por su parte la Iglesia ortodoxa y las diócesis católicas de la isla de Cerdeña lo hacen el 15 de julio.

## Patronazgos
Quirico y Julita son considerados abogados de los pobres, de los aserradores y de los niños.
En Italia existen muchos pueblos y ciudades donde se alzan parroquias, templos, altares dedicados a los dos mártires, entre otras destacan las iglesias a ellos dedicada en Arezzo, Génova, Florencia, Pescia etc.

### En España
Son varias las localidades en España que veneran a Julita y Quirico. Además de Villanueva de la Sierra (en la provincia de Cáceres), son patronos de Valdeolivas y Landete en Cuenca y de Cilleruelo de Arriba (en la provincia de Burgos). También se celebra en Almadrones en la provincia de Guadalajara y en Argamasilla de Calatrava (Ciudad Real) donde además de celebrarse el 16 de junio, el 29 de enero se les ofrece el santo voto de un guiso de patatas con bacalao por la peste que mermó el censo en el siglo catorce 
En Matute, población de La Rioja, celebran la romería hasta la ermita situada en el monte de San Quiles (o Quirico) portando la imagen del titular, ya que la de su madre Santa Julita es de estancia permanente.
En Palacios del Alcor y en Castrillo de Villavega (Palencia), sus imágenes patronales se conservan, como en Villanueva de la Sierra, en la iglesia de la Asunción.
En la provincia de Soria hay dos localidades que celebran sus fiestas patronales en honor a estos dos santos: Madruédano -al sur- y Covaleda -al norte-.
El municipio de Santaliestra y San Quílez, en la comarca de la Ribagorza, Huesca, que toma su nombre por las dos ermitas que se encuentran en cada uno de los núcleos que forma el municipio.
La localidad catalana de San Quirze (o Quirico) del Vallés toma su nombre de la abadía consagrada en 1050 por el obispo de Barcelona. En Durro (Lérida) hay una iglesia románica dedicada a los santos; en ella figuraban unas pinturas del siglo XII alusivas al martirio y fueron llevadas, por su calidad, al Museo de Arte de Cataluña, en Barcelona.
En Argamasilla de Calatrava (Ciudad Real) la ermita del siglo XVI de los Santos Mártires o popularmente "Los Santitos", como allí se les conoce a estos dos santos, da nombre a todo un barrio de la localidad; además de la tradicional festividad el 16 de junio, también se les rinde culto el 29 de enero cuando se celebra el "Santo Voto", comida popular compuesta de un guiso de patatas y bacalao, vinculada con los votos o promesas en ruego de protección y agradecimiento de los supervivientes de la Peste Negra que asoló Europa en el siglo XIV.
En Pueyo (Navarra) se reconstruyó la ermita Julita y Quirico, abandonada desde los años sesenta, y se recuperó la romería; y en otra localidad navarra, Navascués, hay también una ermita dedicada a ellos.
En la provincia de Álava, en Ulíbarri de Cuartango hay una iglesia dedicada a los santos, y en Lagrán hubo una ermita dedicada en la sierra y se arruinó en el siglo XIX pero se conserva una cueva llamada de San Quirico o San Kiliz.
En Parada de Rubiales, en la provincia de Salamanca, celebran el mismo patronazago, con imágenes veneradas en la iglesia de la Asunción.
En el Museo Diocesano de Palencia, se exhibe una tabla de autor anónimo del siglo XVI que representa el martirio de Santa Julita y San Quirico. En el retablo mayor de la iglesia parroquial de la Asunción, en la localidad palentina de Villamelendro, hay cuatro lienzos con escenas del martirio.
En la provincia de Zaragoza, la localidad de Val de San Martín celebra todos los 16 de junio una romería al peirón de San Quirico (San Quiles) situado en la cumbre de un monte próximo a la localidad.
En Valladolid existe un monasterio (probablemente el segundo más antiguo de la ciudad, consagrado en el siglo XIII, aunque el edificio actual es del siglo XVII), dedicado a San Quirce y Santa Julita, que contaba con un pasadizo que lo conectaba con el Palacio Real y en cuya iglesia oían misa desde la tribuna los Reyes de España. Actualmente, es sede de la Cofradía penitencial de la Sagrada Pasión de Cristo.
En Valdeolivas (Cuenca) tiene una ermita en lo alto del cerro San Quílez, dedicada a Los Santos Quirico y Julita, la cual alberga la imagen de ambos durante todo el año y de forma permanente.
Los vecinos y vecinas de la localidad suben de romería todos los años para sus fiestas patronales, en la cual subastan las andas, roscas y cerezas, procesionan con la imagen, y disfrutan de la comida en compañía de familiares y amigos.

## Onomástica
El nombre de Quirico se ha deformado llegando a sus diferentes formas actuales como: Quilis, Kiliz Quílez, Quíles, Quirze.